# Егор Летов
Игор Фьодорович Летов (на руски: Игорь Фёдорович Летов, 10 септември 1964 – 19 февруари 2008), известен също и като Егор Летов, е руски музикант и поет.
Създател е на легендарната пънк-група „Гражданская оборона“ през 1984 година. Нареждан е сред най-значимите фигури в руския пънк. От 1997 г. е женен за Наталия Чумакова. Няма деца.

## Биография
Роден е в Омск в семейството на военния Фьодор Летов и Тамара Летова. Брат му Сергей е саксофонист.
Първите си музикални стъпки Егор прави в група „Посев“ през 1982 г., където свири на бас китара. През 1984 г. Летов и Константин Рябинов създават Гражданская оборона. Групата става популярна заради антисистемните си песни. В края на 1985 г. Егор е принуден от властите да постъпи в психиатрична клиника, където прекарва няколко месеца.
В края на 80-те, макар да записват албумите си в домашно студио, групата получава широка известност в СССР. Заедно с музикантите от Гражданская оборона Константин Рябинов и Олег Судаков Летов участва в няколко странични проекта – хумористичния Комунизъм, експерименталния „Цыганята и Я с Ильича“, анархо-пънк групите „Анархия“ и „Армия Власова“, както и гаражната група „Пик Клаксон“. Свири в албумите на Янка Дягилева, с която има връзка до смъртта на Дягилева през 1991 г.
През 1990 г. Гражданская оборона се разпада. Летов създава психиделическата група „Егор и опизденевшие“, с които записва албумите „Прыг-скок“ и „Сто лет одиночества“, които стават най-популярните в неговото творчество. През 90-те години е поддръжник на Национал-болшевишката партия на Едуард Лимонов, но през 2004 г. се отказва да подкрепя каквито и да е политически партии.
През 1993 г. Гражданская оборона се събира отново. До смъртта си Летов написва над 1100 песни, като най-големите хитове на групата са „Моя оборона“, „Про дурачка“, „Все идет по плану“, „Русское поле экспериментов“ и др.
Активно се интересува от футбол, фен е на ЦСКА Москва.